# The New Day

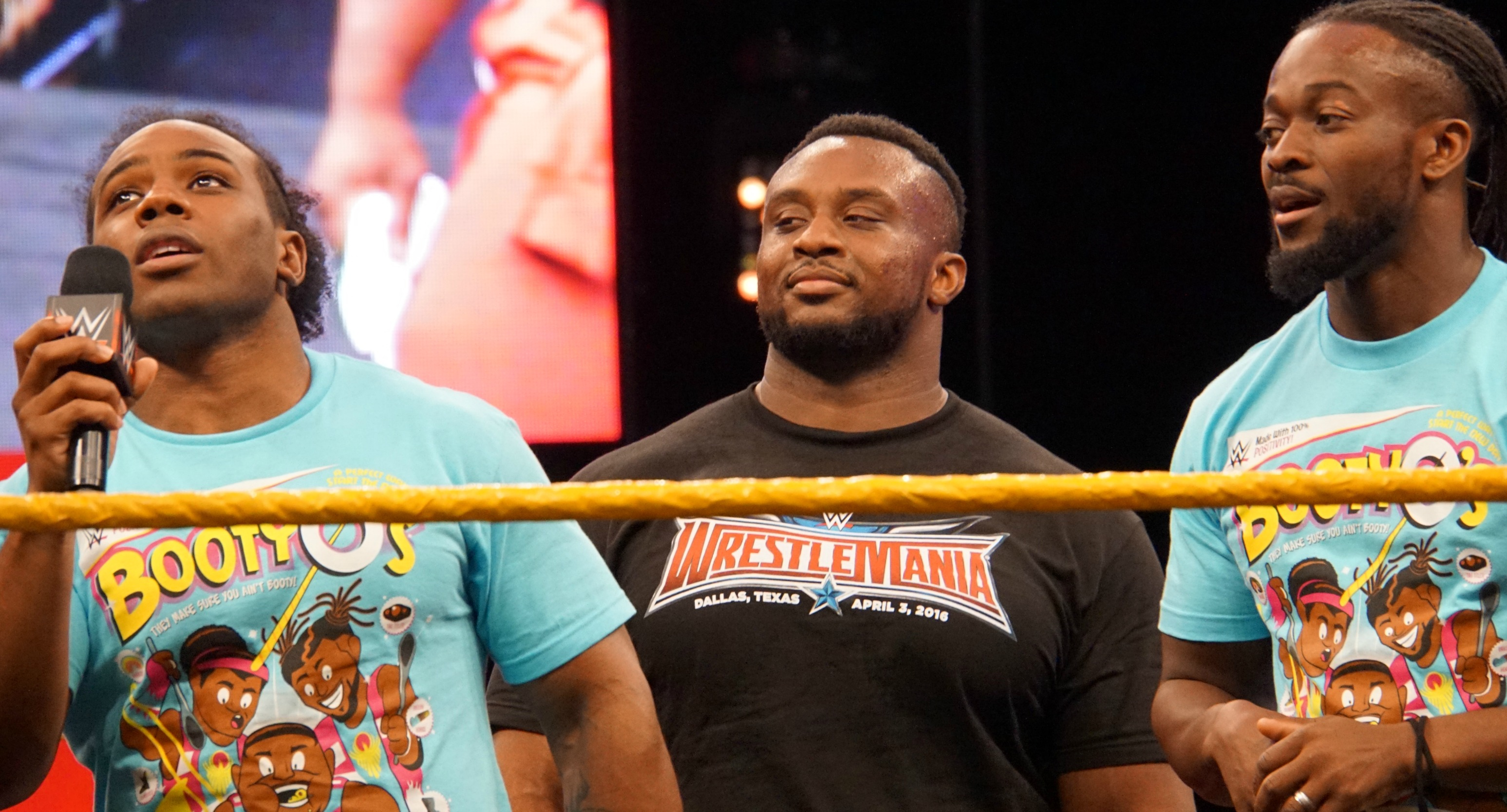
The New Day: Xavier Woods (links), Big E (Mitte) und Kofi Kingston (rechts)

The New Day ist ein Wrestlingstable, aktuell bestehend aus den Wrestlern Kofi Kingston und Xavier Woods,  der Wrestlingliga World Wrestling Entertainment. Mit 483 Tagen Titelregentschaft, sind The New Day das Team mit der zweitlängsten Titelregentschaft eines Tag Team-Titels in der WWE. Derzeit treten The New Day bei der Wrestlingshow RAW auf. Ihr größter Erfolg ist der viermalige Gewinn der WWE Raw Tag Team Championship und der siebenmalige Gewinn der WWE SmackDown Tag Team Championship. Sie sind das erste Tag Team, das sowohl die WWE Raw Tag Team Championship, als auch die WWE SmackDown Tag Team Championship gewinnen konnte. Big E war von 2014 bis 2020 Mitglied des Stables. 2021 kehrte er wieder zurück, nachdem er zu Raw draftete, jedoch trennte man das Team bereits mit dem WWE Draft 2021 wieder.

## Geschichte

### Anfänge

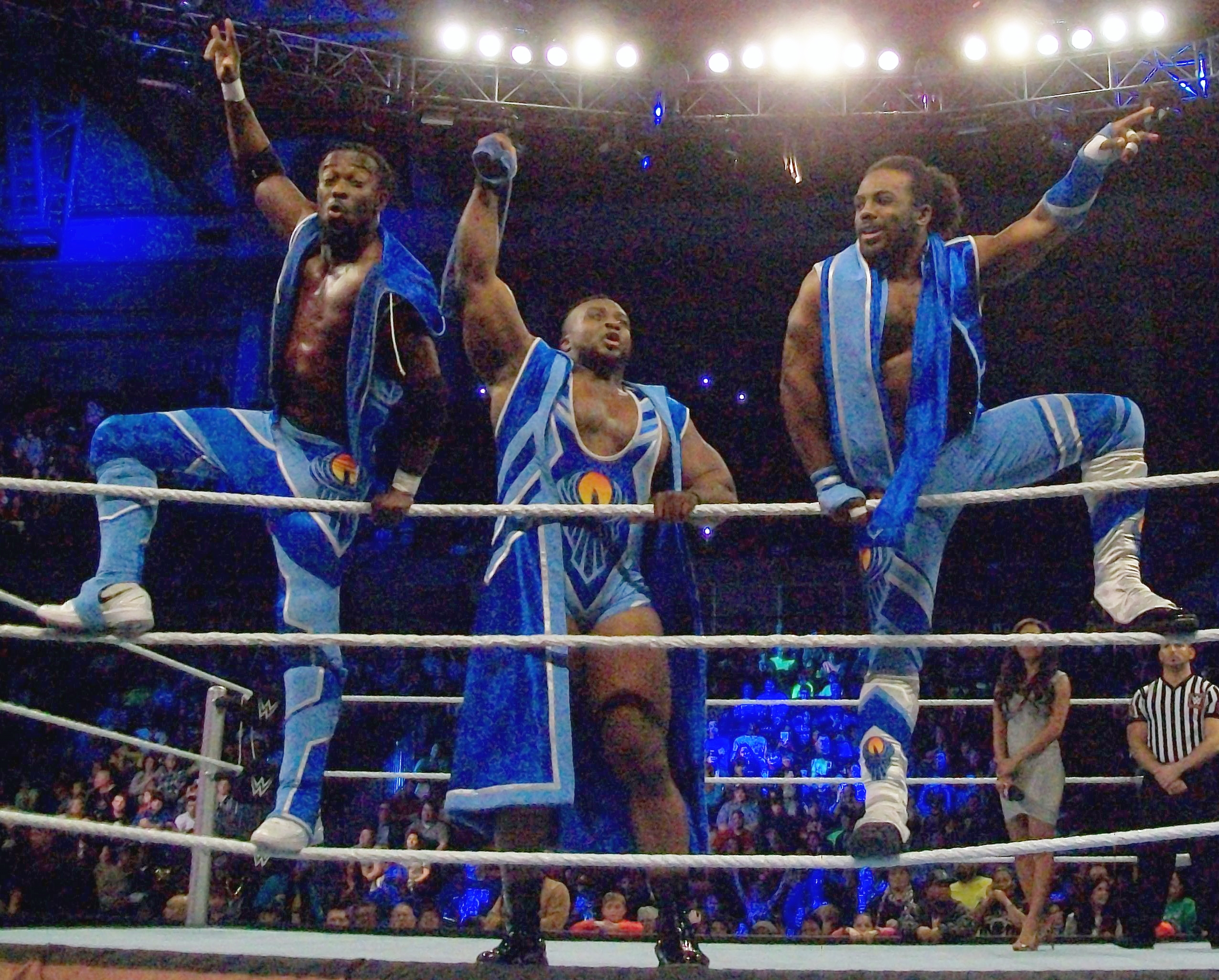
The New Day mit ihrem neuen Gimmick.

Nachdem Big E und Kofi Kingston ein Tag Team bildeten, verloren sie viele Matches. Als das Team am 21. Juli 2014 bei Raw gegen Rybaxel (Curtis Axel und Ryback) verloren hatten, kam Xavier Woods heraus und konfrontierte die beiden. Am folgenden Tag bei der WWE-Show WWE Main Event verhalf Xavier Woods den beiden zum Sieg gegen Slater Gator (Heath Slater und Titus O’Neil). Nach einigen Auftritten, ohne Stable-Namen, verschwanden sie aus den Shows, traten allerdings noch in Houseshows auf.
Ab dem 3. November 2014 bis zu ihrer Rückkehr bei SmackDown am 28. November wurden Video-Segmente von den Dreien mit neuen Gimmicks ausgestrahlt. Am 28. November bei SmackDown besiegten sie Curtis Axel und Slator Gator (Heath Slater und Titus O’Neal) und treten seitdem als The New Day auf.

### New Day als Tag Team Champions (2015–2017)
Am 26. Mai 2015 beim PPV Extreme Rules gewannen Big E und Kofi Kingston von Cesaro und Tyson Kidd die WWE Tag Team Championship. Durch die Freebird Rules wurde Xavier Woods ebenfalls Champion. Am 14. Juni 2015 beim PPV Money in the Bank verloren Big E und Xavier Woods die Titel an den Prime Time Players (Darren Young und Titus O’Neal). Am 23. August 2015 beim SummerSlam gewannen sie zum zweiten Mal die WWE Tag Team Championship, indem Big E und Kofi Kingston die vorherigen Titelträger, die Prime Time Players, und die Lucha Dragons (Kalisto und Sin Cara) und Los Matadores (Fernando und Diego) in einem Fatal Four-Way Tag Team-Match besiegen konnten. Bei ihrer zweiten Regentschaft traten sie ebenfalls unter den Freebird Rules auf, sodass Xavier Woods auch Champion wurde.
Beim WWE Draft 2016 wurde das Stable zu Raw gedraftet, womit sie ein Teil des Raw-Rosters waren. Während ihrer zweiten Regentschaft wurde die WWE Tag Team Championship in WWE Raw Tag Team Championship umbenannt, da SmackDown mit der WWE SmackDown Tag Team Championship ihre eigenen Tag Team Titel einführte. Am 22. Juli 2016 brachen sie den Rekord von Brian Kendrick und Paul London, die 331 Tage Champions waren, und wurden somit zum Team mit der längsten Titelregentschaft der WWE Raw Tag Team Championship. Im April 2016 durften sie die The Fabulous Freebirds in WWE Hall of Fame einführen. Am 14. Dezember haben sie 28 Jahre alten Rekord von Demolition, die die World Tag Team Championship 478 Tage hielten, eingestellt und wurden so das Team mit der längsten Titelregentschaft eines Tag Team Titels in der WWE.
Am 18. Dezember 2016 bei Roadblock: End of the Line beendeten Cesaro und Sheamus die Titelregentschaft von The New Day nach 483 Tagen.
Bei WrestleMania 33 fungierten sie als Gastgeber dieser Show. Bei der darauffolgenden Raw-Ausgabe verloren die Mitglieder Big E und Xavier Woods gegen The Revival (Dash Wilder und Scott Dawson). Nach dem Match wurde Kofi Kingston von The Revival attackiert. Danach wurden The New Day aus den Shows geschrieben, da sich Kofi Kingston eine reale Verletzung zugezogen hatte.

### SmackDown (2017–2020)
Bei der SmackDown-Ausgabe vom 11. April 2017 wurde der Wechsel von allen Mitgliedern von The New Day zu SmackDown bekannt gegeben. Seitdem sind sie ein Teil des SmackDown-Rosters. Am 23. Juli 2017 bei WWE Battleground gewannen sie von den Usos die WWE SmackDown Tag Team Championship. Durch den Titelgewinn sind sie das erste Tag Team, das sich nach der Raw Tag Team Championship, auch die SmackDown Tag Team Championship sichern konnte. Beim SummerSlam am 20. August 2017 verloren sie die Titel wieder an The Usos. Bereits nach 23 Tagen konnten sich The New Day die SmackDown Tag Team Championship zurück von The Usos erkämpfen. Jedoch hielt auch diese Regentschaft nur 26 Tage und verloren schließlich die Titel wieder am 8. Oktober 2017 bei Hell In A Cell in einem Hell In A Cell Match zurück an The Usos. Am 21. August 2018 konnten sich das Trio zum dritten Mal die SmackDown Tag Team Championship sichern, diesmal von den damaligen Titelträgern The Bludgeon Brothers Harper und Rowan. Die Regentschaft hielt dann für 56 Tage und verloren die Titel am 16. Oktober 2018 bei SmackDown 1000 an The Bar Cesaro & Sheamus. Seither bestreitet das Trio diverse Tag Team Matches.
Bei WrestleMania 35 am 7. April 2019 kam es dazu, dass Kofi Kingston, den WWE Championship gewann, aber seitdem noch immer an der Seite von New Day steht. Am 17. Juli 2019 gewannen Big E & Woods die SmackDown Tag Team Championship zum vierten Mal. Am 15. September 2019 verloren Big E & Woods die Titel nach 63 Tagen Regentschaft. Am 4. Oktober 2019 verlor Kingston schlussendlich den Titel nach 180 Tagen Regentschaft an Brock Lesnar bei WWE Friday Night SmackDown. Im Oktober 2019 verletzte sich Woods an der Achillessehne und fällt diesbezüglich bis zum Sommer 2020 aus. Am 8. November 2019 gewannen Big E & Kofi Kingston zum fünften Mal die SmackDown Tag Team Championship. Hierfür besiegten sie The Revival Scott Dawson & Dash Wilder. Die Titel verloren sie am 27. Februar 2020 in Riad, Saudi-Arabien, bei WWE Super ShowDown gegen The Miz und John Morrison. Am 17. April 2020 konnten Kofi Kingston und Big E erneut die SmackDown Tag Team Championship gewinnen, hierfür besiegten sie The Miz und John Morrison. Die Regentschaft hielt 93 Tage und verloren die Titel, schlussendlich am 19. Juli 2020 an Cesaro und Shinsuke Nakamura.

### Raw (2020–2021)
Am 9. Oktober gewannen Kingston & Woods die SmackDown Tag Team Championship, hierfür besiegten sie Cesaro und Shinsuke Nakamura. In der gleichen Nacht wechselten auch Kingston und Woods zu Raw, während Big E bei SmackDown blieb. So splittete man die Gruppierung, welche seit 2014 bestand. Die Titel tauschten sie am 12. Oktober 2020 mit The Street Profits und wurden dadurch Raw Tag Team Champions. Die Titel verloren sie am 20. Dezember 2020 an The Hurt Business Shelton Benjamin und Cedric Alexander. Am 15. März 2021 gewannen sie die Raw Tag Team Championship erneut, hierfür besiegten sie The Hurt Business. Die Regentschaft hielt 26 Tage und verloren die Titel, schlussendlich am 10. April 2021 bei WrestleMania 37 an AJ Styles und Omos. Am 13. September 2021 gewann Big E die WWE Championship. Hierdurch wechselte er wieder zu Raw und vereinte sich wieder mit dem Team.

### Rückkehr zu SmackDown (seit 2021)
Am 1. Oktober 2021 wurde das Stable erneut von Big E getrennt, da Kingston und Woods zu SmackDown gedraftet wurden. Im gleichen Monat erschien der Interaktive Film Escape the Undertaker auf Netflix, bei dem das Trio hinter der Urne des Undertakers her ist.
Am 10. Dezember 2022 gewannen sie die NXT Tag Team Championship, hierfür besiegten sie Pretty Deadly Elton Prince und Kit Wilson bei NXT Deadline. Die Regentschaft hielt 56 Tage und verloren die Titel, schlussendlich am 4. Februar 2023 bei NXT Vengeance Day (2023) an Gallus Mark Coffey und Wolfgang.

## Erfolge und Auszeichnungen

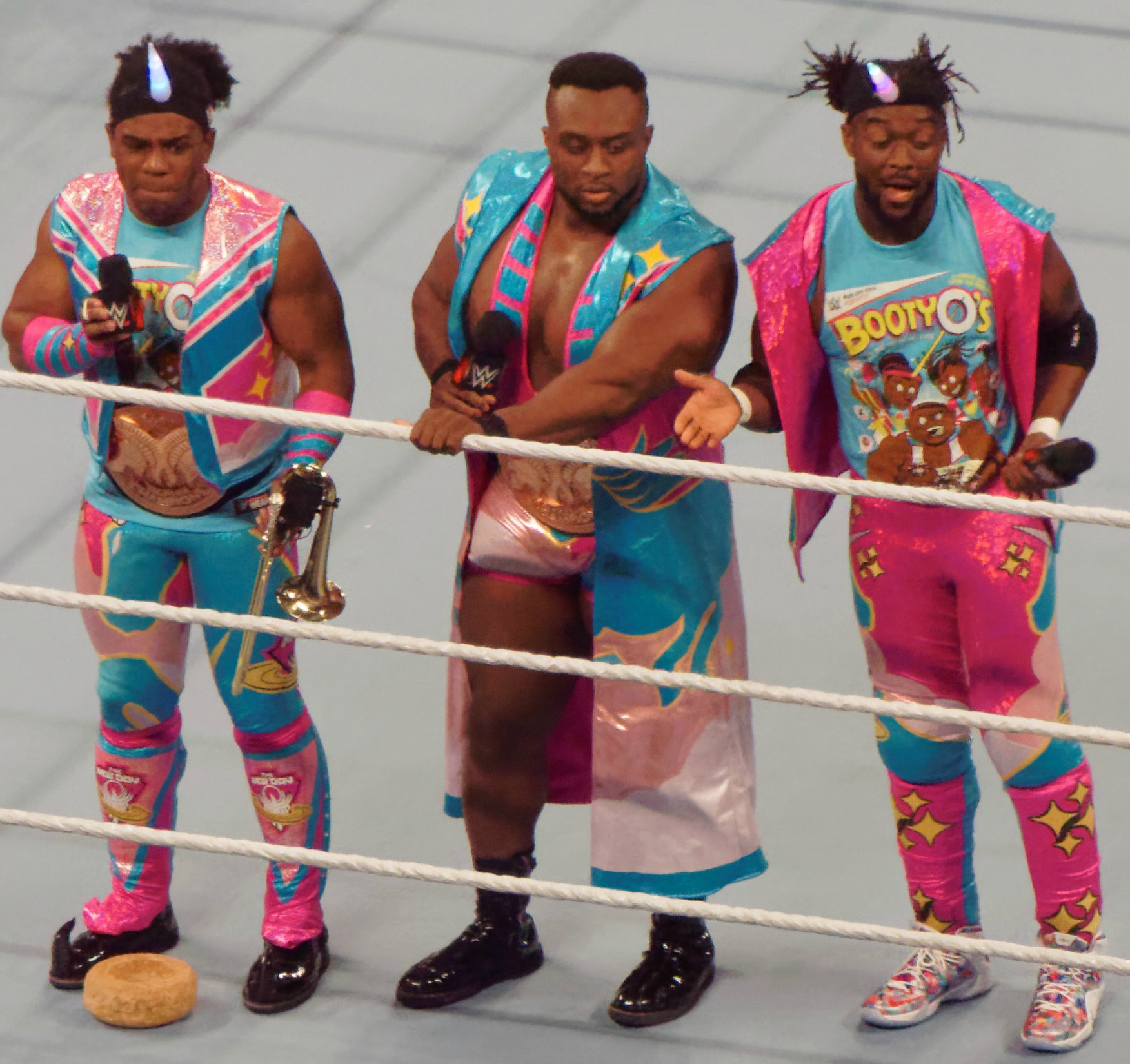
The New Day als WWE Raw Tag Team Champions.

### Titel
- World Wrestling Entertainment
  - King of the Ring 2021
  - 1× WWE Championship Kofi Kingston
  - 7× SmackDown Tag Team Championship
  - 4× Raw Tag Team Championship
  - 1× NXT Tag Team Championship

### Auszeichnungen
- Pro Wrestling Illustrated
  - 2× Tag Team des Jahres (2015 und 2016)

- Rolling Stone
  - Rückkehrer des Jahres (2015)
  - WWE-Wrestler des Jahres (2015)

- Wrestling Observer Newsletter
  - Bestes Gimmick (2015)